# Antonín Pfeifer
Antonín Pfeifer (též Pfeiffer, 1. duben 1870 Plzeň – 27. září 1938 Praha) byl český architekt a projektant, autor především secesních návrhů staveb na území Čech a Moravy. Jeho nejznámějším dílem je návrh Paláce Koruna na pražském Václavském náměstí postavený v letech 1911 až 1912.

## Život

### Mládí
Narodil se v Plzni do rodiny Karla Pfeifera, kněhvedoucího v továrně, a jeho manželky Josefy, rozené Fichtlové. V rodném městě vystudoval střední školu. V letech 1887 až 1892 studoval architekturu na pražské polytechnice u Jana Kotěry, po dobu osmi let sbíral praktické zkušenosti při stážích v Budapešti, poté v Paříži a Bruselu. Od roku 1899 žil a pracoval v Praze a pražské aglomeraci (Královské Vinohrady, Bubeneč).
V roce 1916 se v Bubenči oženil s Ludmilou Ženíškovou.

### Kariéra
Jeho prvním samostatným návrhem byl projekt dívčího lycea spolku Vesna v Brně-Veveří z roku 1900, v témže roce vypracoval projekt secesní záložny v Lounech. Roku 1907 zpracoval architektonické řešení pomníku Mistra Jana Husa na Staroměstském náměstí vytvořeného sochařem Ladislavem Šalounem. Byl členem SÚV Mánes. Spolupracoval na řadě projektů se sochařem a štukatérem Karlem Novákem. Vedle několika pražských bankovních ústavů patří k jeho nejúspěšnějším realizacím obchodní palác Koruna na roku Václavského náměstí a ulicí Na příkopě na Novém Městě ve spolupráci se stavitelem Matějem Blechou. Navrhl též řadu nájemních domů, v pozdějších letech se pak zaměřoval rovněž na návrhy rodinných hrobek.

### Úmrtí
Antonín Pfeifer zemřel 27. září 1938 v Praze ve věku 68 let.

## Dílo
- Budova dívčího lycea spolku Vesna, Brno-Veveří (1900)
- Záložna, Klášterní 77, Louny (1900)
- Řešení pomníku Mistra Jana Husa na Staroměstském náměstí od L. Šalouna (1907)
- Palác Koruna, Václavské náměstí 846/1, Na příkopě 846/2 (1911-1912)
- Budova Ústřední banky československých spořitelen, Jindřišská, Praha
- Hrobka rodiny Václava Klementa, Starý hřbitov v Mladé Boleslavi (cca 1935)
- Hrobka Karla Merta, Hřbitov v Jindřichově Hradci (1936)

## Galerie

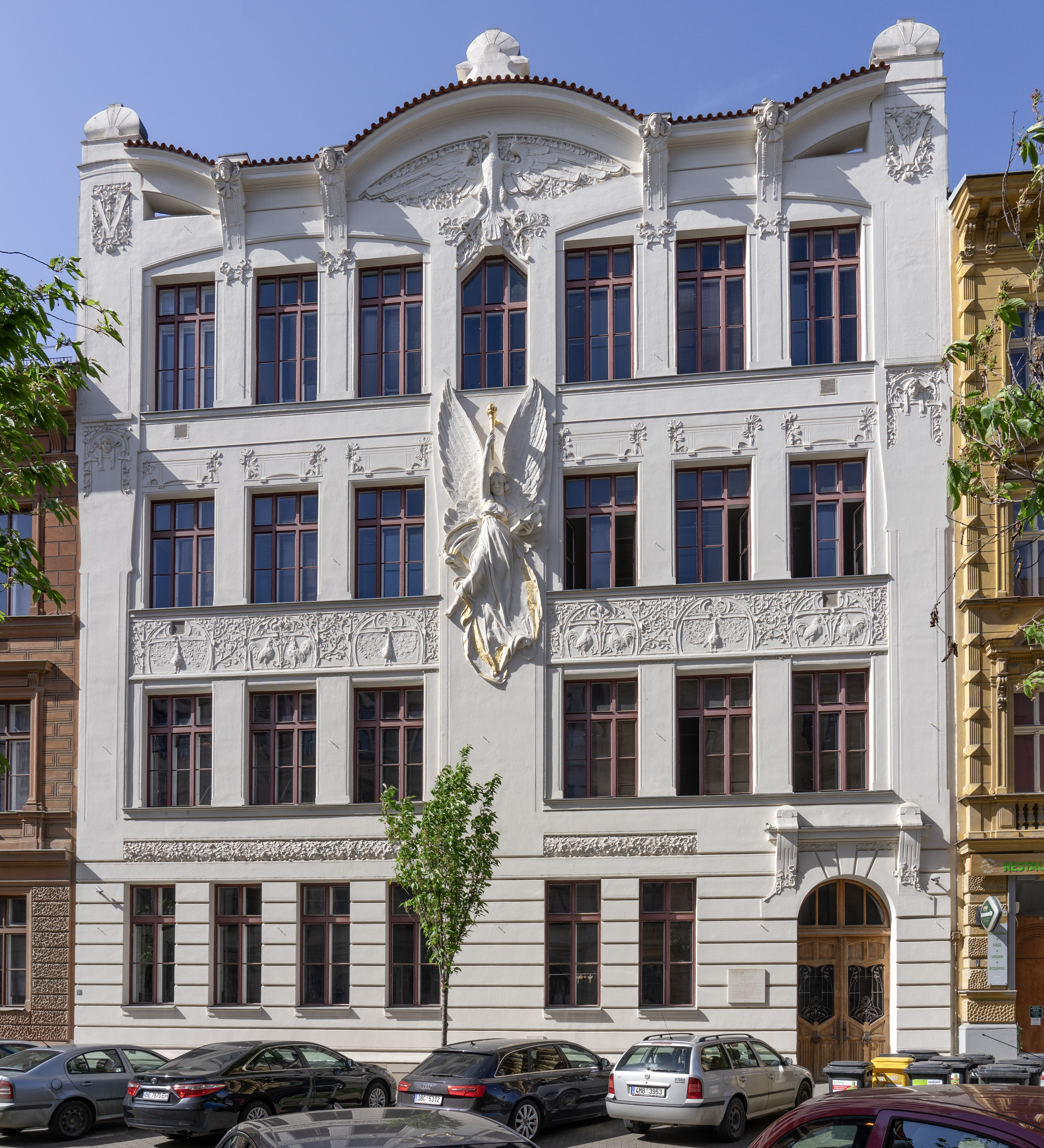
Budova dívčího lycea Vesny, Brno
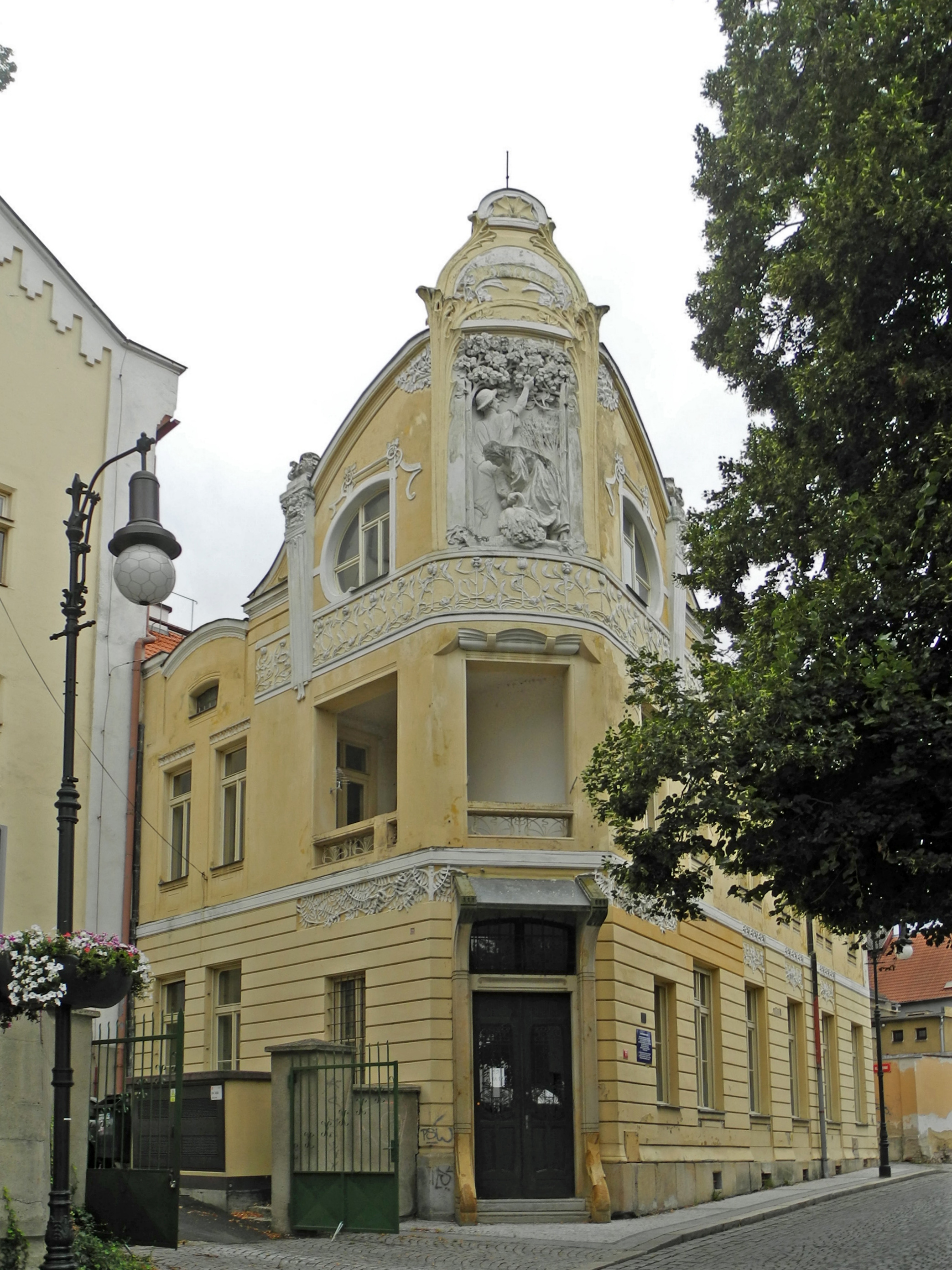
Budova městské záložny, Louny
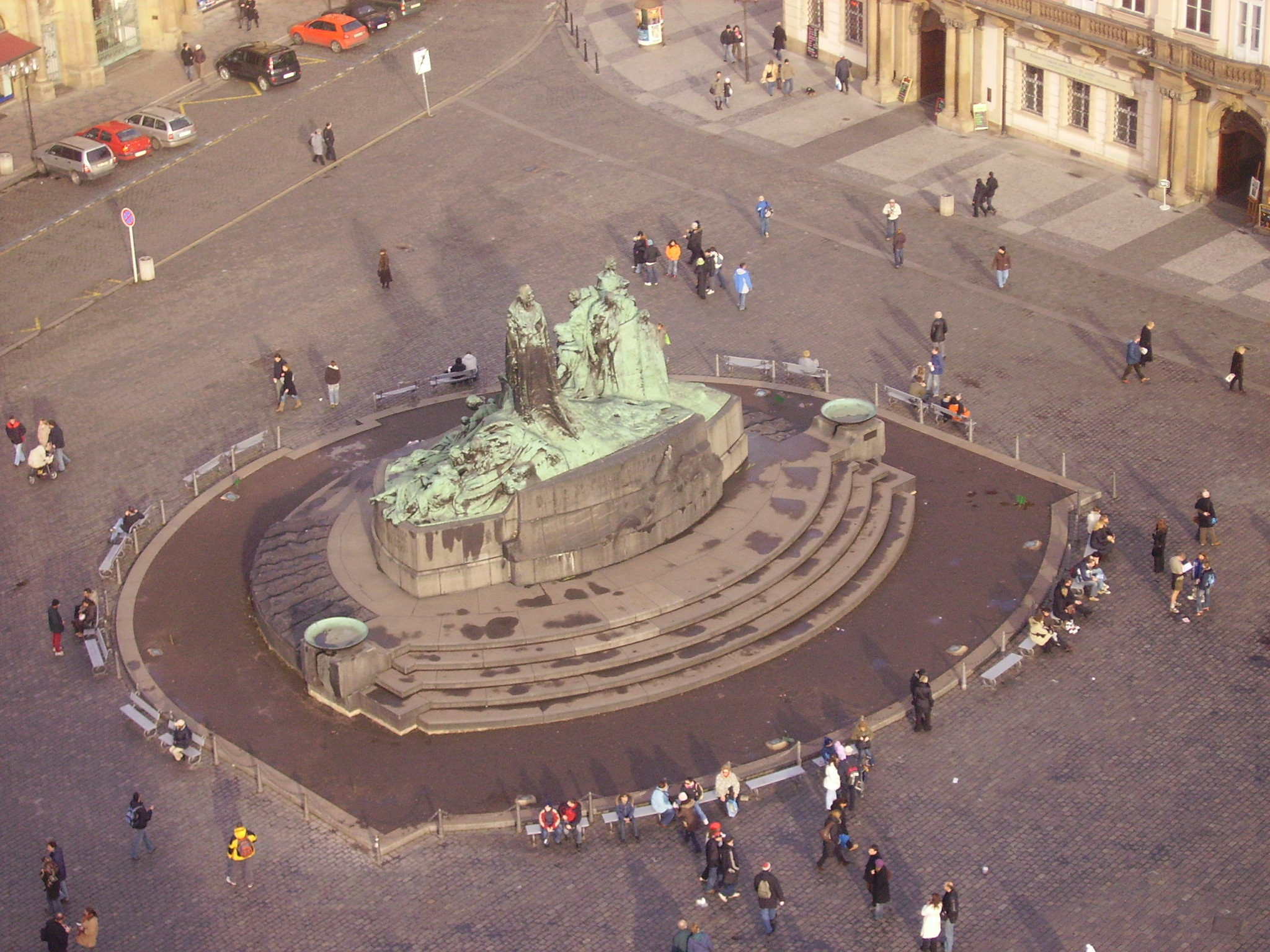
Pomník Mistra Jana Husa na Staroměstském náměstí, Praha-Staré Město
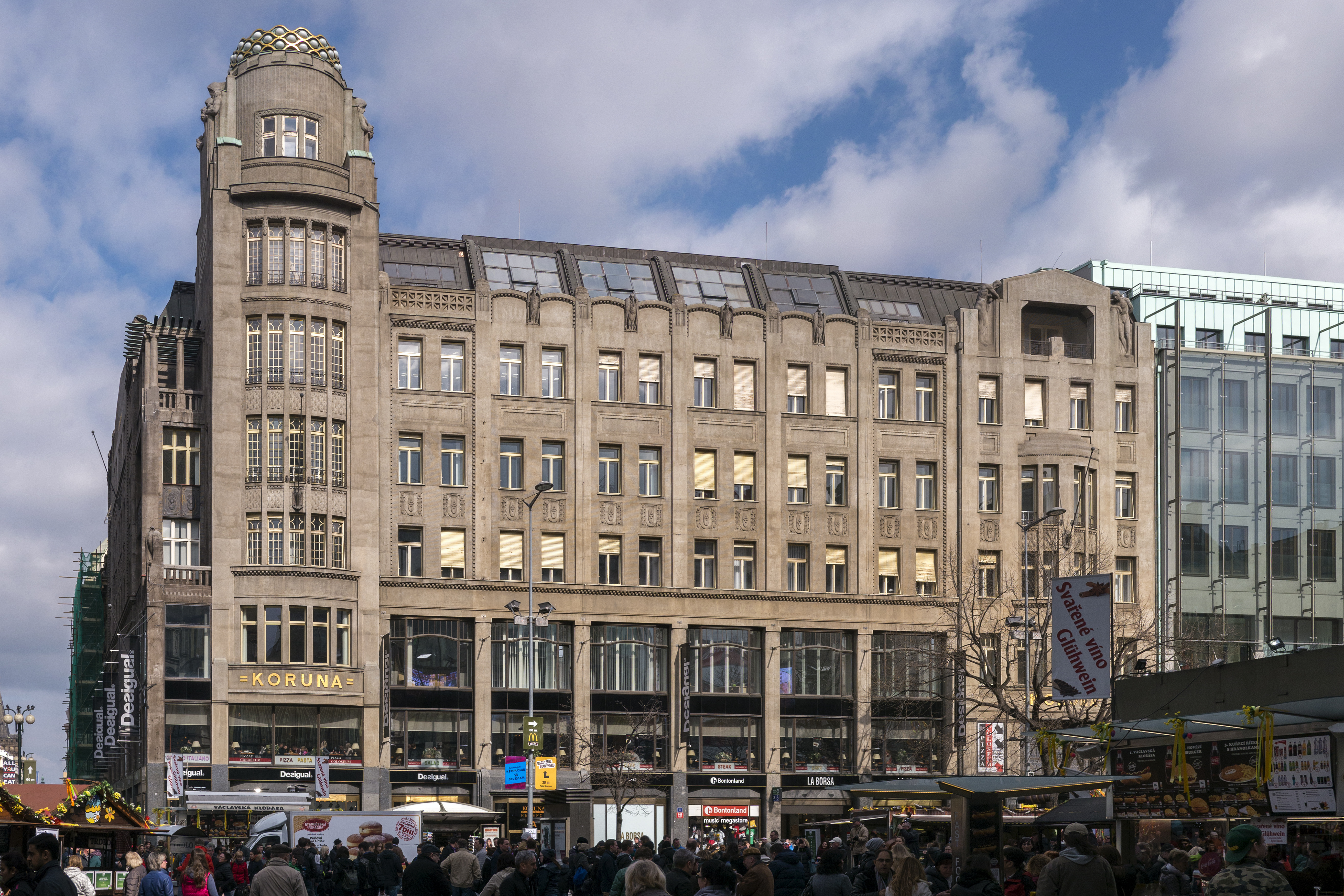
Palác Koruna, Václavské náměstí, Praha-Nové Město
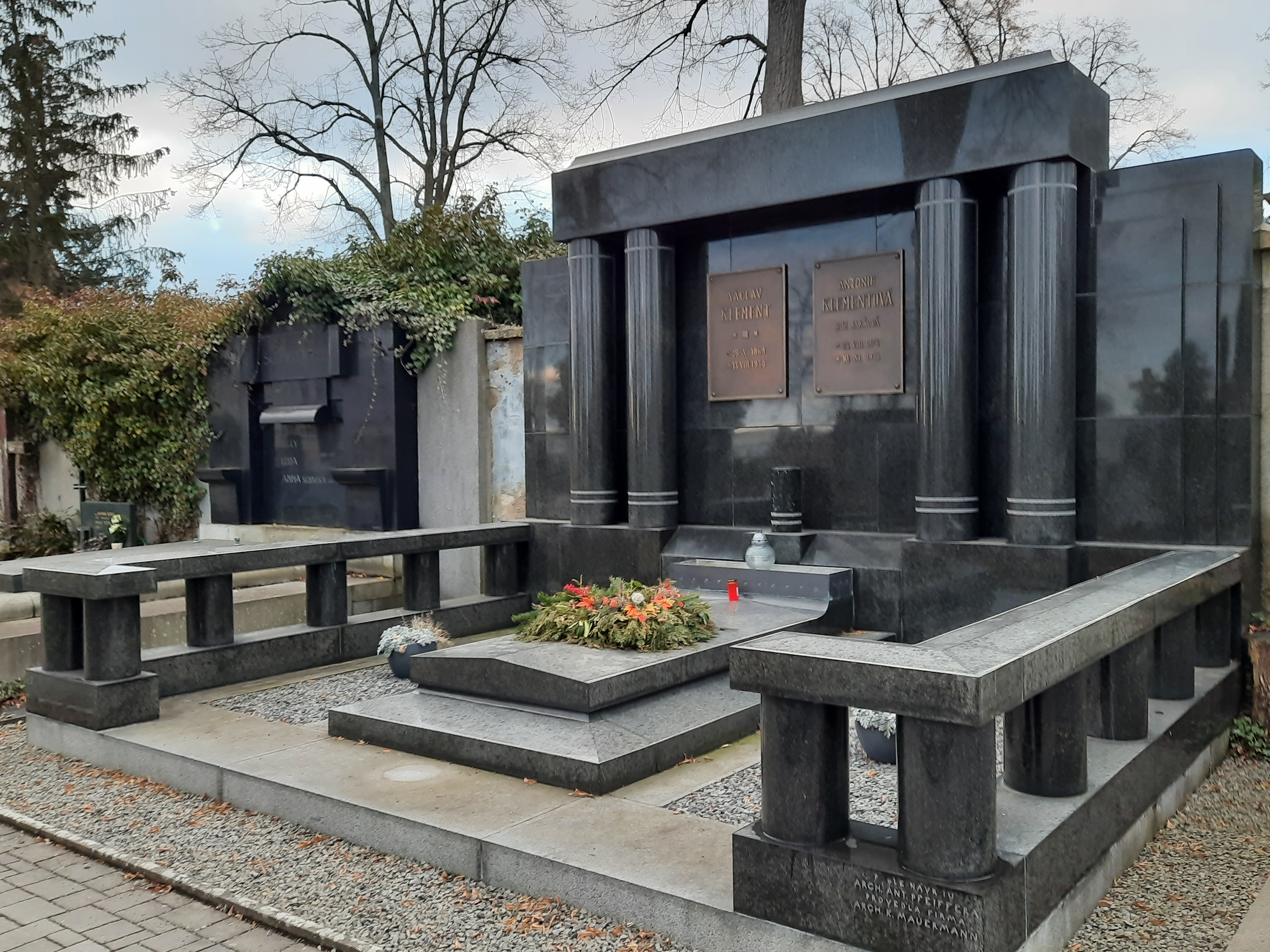
Hrobka průmyslníka Václava Klementa, Mladá Boleslav
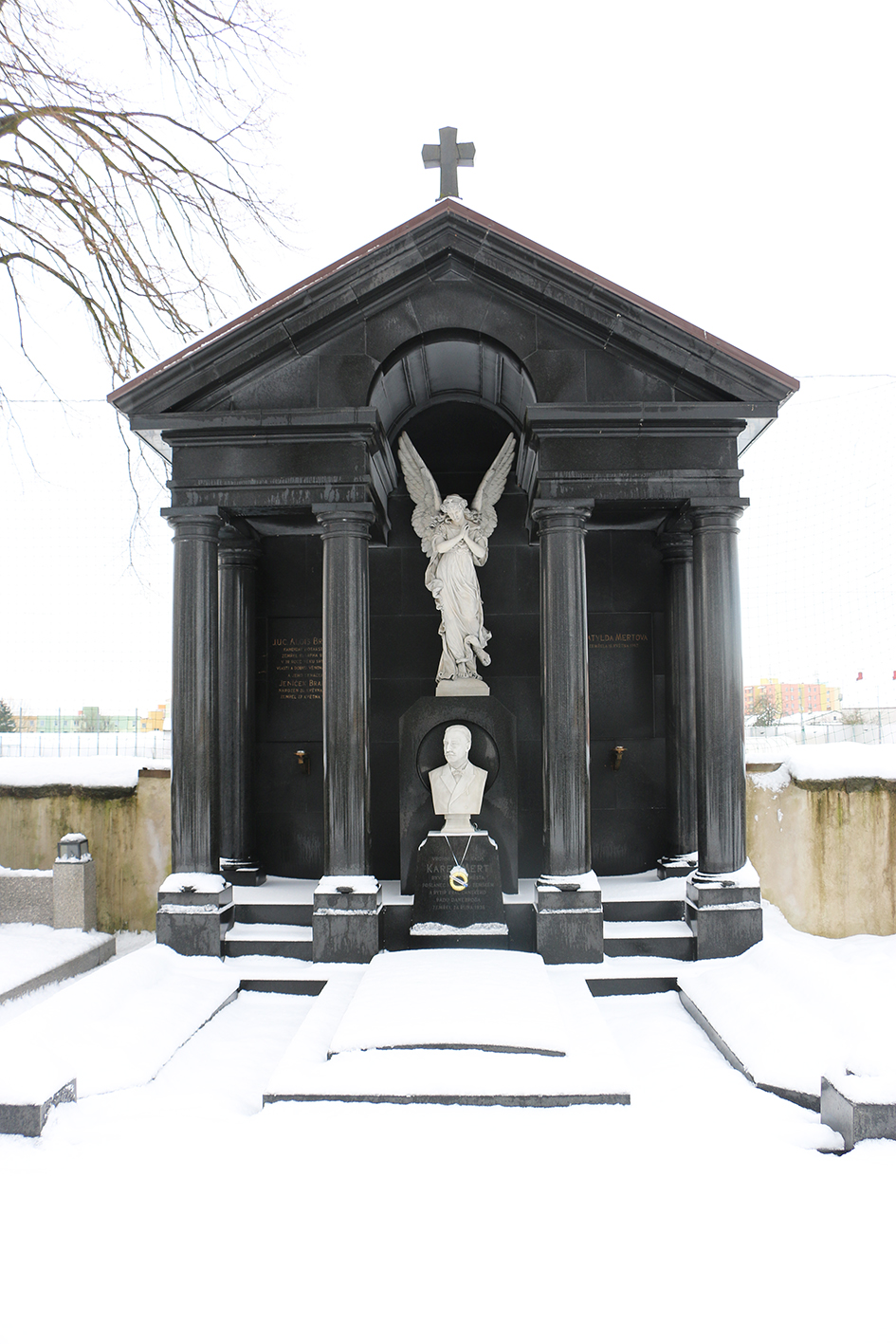
Hrobka Karla Merta, Jindřichův Hradec